# Сауранбаев, Нигмет Тналиевич
Нигмет Тналиевич Сауранбаев (каз. Нығмет Тінәліұлы Сауранбаев) (1910—1958) — языковед-тюрколог, академик АН КазССР (1946), доктор филологических наук (1943), заслуженный деятель науки КазССР (1945), один из основателей казахского языкознания.

## Биография
Родился 5 мая 1910 года. Происходит из рода жаныс племени дулат
Окончил Казахский институт просвещения в 1932 году, затем в 1938 году аспирантуру Научно-исследовательского института школ в Москве. Начиная с 1932 года писал учебники, руководил научно-исследовательскими работами студентов и аспирантов.
С 1939 по 1946 директор Института языка, литературы и истории КазФАН СССР, в 1951 году избран вице-президентом АН КазССР и пробыл им до 1958 года.
С 1955 и до конца жизни заведовал Отделом истории и диалектологии казахского языка Института языкознания АН КазССР.
Скончался 17 ноября 1958 года в Алма-Ате. Похоронен на Центральном кладбище города.

## Основные научные работы
Один из первых учёных, разработавших вопросы орфографии казахского языка. Сауранбаев изучил систему построения сложных предложений и способы образования глагольных категорий в казахском языке. Автор школьных учебников. Он написал множество трудов в основе которых лежит история литературного языка. Его самые известные труды: «Роль Абая в развитии казахского литературного языка», «Об образовании казахского языка», «Диалекты современного казахского языка», «Об исследовании казахского литературного языка»
- Казахский язык. Учебник. — Алма-Ата, 1945. (казах.) (рус.)
- Система сложного предложения в казахском языке. — Алма-Ата, 1948. (казах.)
- Семантика и функция деепричастия в казахском языке. — Алма-Ата, 1944. (рус.)
- Грамматика казахского языка. Учебник для педучилищ. — Алма-Ата, 1944. (казах.)
- Проблемы казахского языкознания. Избранные труды. — Алма-Ата, 1982.